# Wereldkampioenschappen schermen 2013
De 61e wereldkampioenschappen schermen werden gehouden in Boedapest, Hongarije van 5 tot en met 12 augustus 2013. De organisatie lag in de handen van de FIE.

## Wedstrijdschema
| ● | Openingsceremonie | ● | Kwalificaties | ● | Finale |

| augustus           | augustus           | 5       | 6       | 7       | 8              | 9       | 10      | 11             | 12      | Totaal |
| ------------------ | ------------------ | ------- | ------- | ------- | -------------- | ------- | ------- | -------------- | ------- | ------ |
| Ceremonies         | Ceremonies         |         |         | ●       |                |         |         |                |         |        |
| Degen individueel  | Degen individueel  | Vrouwen | Mannen  |         | Mannen Vrouwen |         |         |                |         | 2      |
| Degen ploegen      | Degen ploegen      |         |         |         |                |         | Mannen  | Mannen Vrouwen |         | 2      |
| Floret individueel | Floret individueel | Vrouwen | Mannen  | Vrouwen |                | Mannen  |         |                |         | 2      |
| Floret ploegen     | Floret ploegen     |         |         |         |                |         | Vrouwen |                | Mannen  | 2      |
| Sabel individueel  | Sabel individueel  | Mannen  | Vrouwen | Mannen  |                | Vrouwen |         |                |         | 2      |
| Sabel ploegen      | Sabel ploegen      |         |         |         |                |         | Mannen  |                | Vrouwen | 2      |
| Totaal             | Totaal             |         |         | 2       | 2              | 2       | 2       | 2              | 2       | 12     |

## Medailles

### Mannen
| Onderdeel          | Goud | Goud                                                                    | Zilver | Zilver                                                                | Brons   | Brons                                                        |
| ------------------ | ---- | ----------------------------------------------------------------------- | ------ | --------------------------------------------------------------------- | ------- | ------------------------------------------------------------ |
| Degen individueel  | EST  | Nikolai Novosjolov                                                      | VEN    | Rubén Limardo                                                         | SUI RUS | Fabian Kauter Pavel Soechov                                  |
| Floret individueel | USA  | Miles Chamley-Watson                                                    | RUS    | Artoer Achmatchoezin                                                  | UKR ITA | Rostyslav Hertsyk Valerio Aspromonte                         |
| Sabel individueel  | RUS  | Veniamin Resjetnikov                                                    | RUS    | Nikolaj Kovaljov                                                      | ROU HUN | Tiberiu Dolniceanu Áron Szilágyi                             |
| Degen ploegen      | HUN  | Gábor Boczkó Géza Imre András Rédli Péter Szényi                        | UKR    | Anatoli Herej Dmytro Karjoetsjenko Vitali Medvedjev Bohdan Nikisjyn   | FRA     | Ulrich Robeiri Daniel Jérent Ivan Trevejo Alexandre Blaszyck |
| Floret ploegen     | ITA  | Valerio Aspromonte Giorgio Avola Andrea Baldini Andrea Cassarà          | USA    | Miles Chamley-Watson Race Imboden Alexander Massialas Gerek Meinhardt | FRA     | Jérémy Cadot Erwann Le Péchoux Enzo Lefort Marcel Marcilloux |
| Sabel ploegen      | RUS  | Veniamin Resjetnikov Kamil Ibragimov Nikolaj Kovaljov Aleksej Jakimenko | ROU    | Alin Badea Tiberiu Dolniceanu Ciprian Gălăţanu Iulian Teodosiu        | KOR     | Gu Bon-gil Kim Jung-hwan Oh Eun-seok Won Ju-ho               |

### Vrouwen
| Onderdeel          | Goud | Goud                                                              | Zilver | Zilver                                                                 | Brons   | Brons                                                                   |
| ------------------ | ---- | ----------------------------------------------------------------- | ------ | ---------------------------------------------------------------------- | ------- | ----------------------------------------------------------------------- |
| Degen individueel  | EST  | Julia Beljajeva                                                   | RUS    | Anna Sivkova                                                           | HUN GER | Emese Szász Britta Heidemann                                            |
| Floret individueel | ITA  | Arianna Errigo                                                    | GER    | Carolin Golubytskyi                                                    | ITA RUS | Elisa Di Francisca Inna Deriglazova                                     |
| Sabel individueel  | UKR  | Olga Charlan                                                      | RUS    | Jekaterina Djatsjenko                                                  | KOR ITA | Kim Ji-yeon Irene Vecchi                                                |
| Degen ploegen      | RUS  | Anna Sivkova Violetta Kolobova Jana Zvereva Tatjana Andrjoesjina  | CHN    | Hou Yingming Luo Xiaojuan Sun Yiwen Xu Anqi                            | ROU     | Ana Maria Brânză Simona Pop Raluca Cristina Sbârcia Maria Udrea         |
| Floret ploegen     | ITA  | Arianna Errigo Elisa Di Francisca Valentina Vezzali Carolina Erba | FRA    | Anita Blaze Astrid Guyart Corinne Maîtrejean Ysaora Thibus             | RUS     | Joelia Birjoekova Inna Deriglazova Larisa Korobejnikova Diana Jakovleva |
| Sabel ploegen      | UKR  | Olga Charlan Alina Komasjtsjoek Halvna Poendyk Olena Voronina     | RUS    | Jekaterina Djatsjenko Jana Jegorjan Dina Galiakbarova Joelia Gavrilova | USA     | Ibtihaj Muhammad Anne-Elizabeth Stone Dagmara Wozniak Mariel Zagunis    |

### Medaillespiegel
| Plaats | Land             | Goud | Zilver | Brons | Totaal |
| 1      | Rusland          | 3    | 5      | 3     | 11     |
| 2      | Italië           | 3    | 0      | 3     | 6      |
| 3      | Oekraïne         | 2    | 1      | 1     | 4      |
| 4      | Estland          | 2    | 0      | 0     | 2      |
| 5      | Verenigde Staten | 1    | 1      | 1     | 3      |
| 6      | Hongarije        | 1    | 0      | 2     | 3      |
| 7      | Frankrijk        | 0    | 1      | 2     | 3      |
| 7      | Roemenië         | 0    | 1      | 2     | 3      |
| 9      | Duitsland        | 0    | 1      | 1     | 2      |
| 10     | China            | 0    | 1      | 0     | 1      |
| 10     | Venezuela        | 0    | 1      | 0     | 1      |
| 12     | Zuid-Korea       | 0    | 0      | 2     | 2      |
| 13     | Zwitserland      | 0    | 0      | 1     | 1      |
| Totaal | Totaal           | 12   | 12     | 18    | 42     |